# 苔藓学

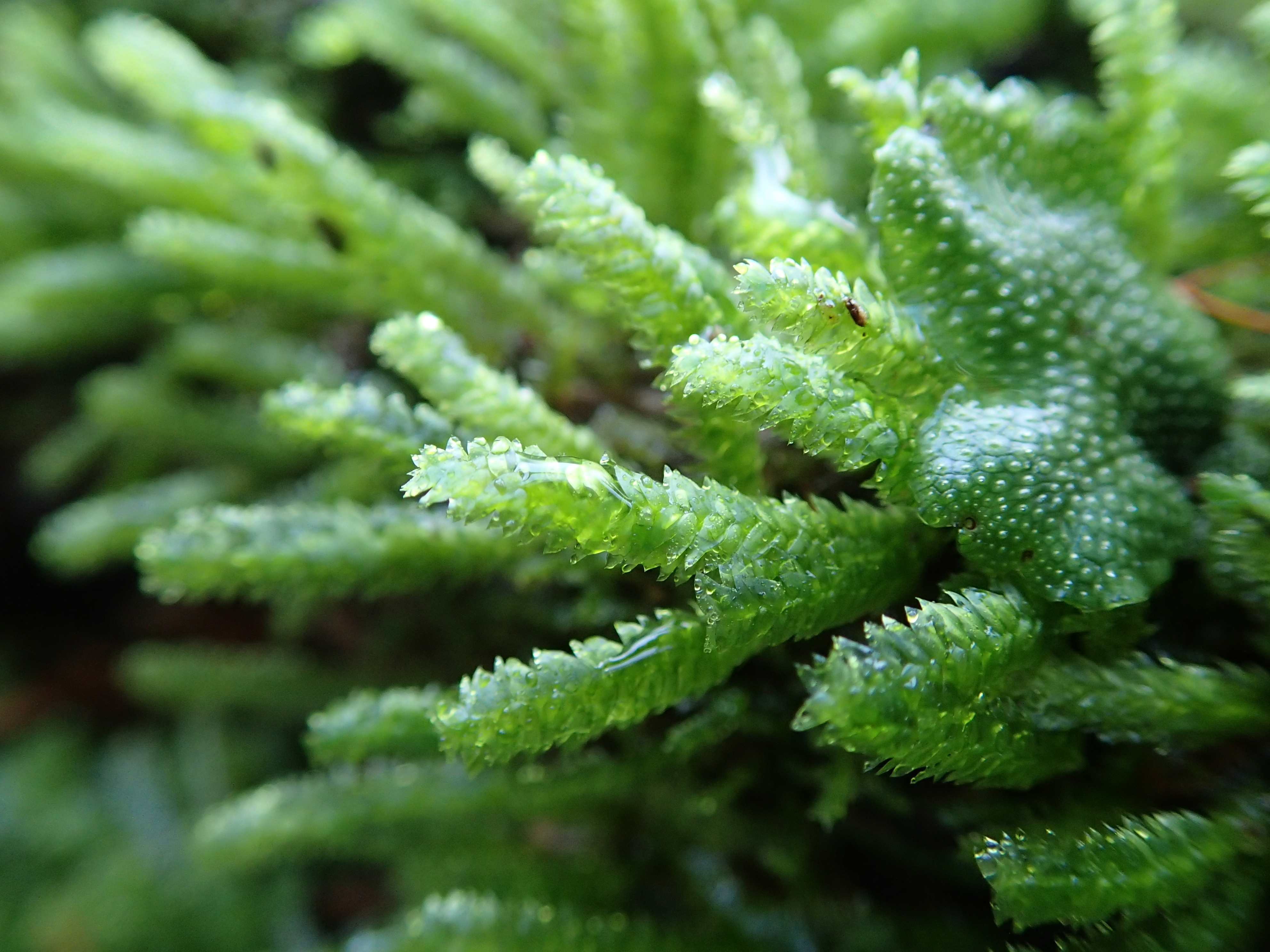
在日本中部发现的常见苔藓植物

苔藓学（英語：Bryology, 来源于希腊语 bryon，苔藓，地钱）是一个关注苔藓植物（苔藓，地錢門，和角苔門）科学研究的植物学分支。 苔藓学家是积极关注观察，记录，分类，或研究苔藓植物的人 。尽管苔藓植物和地衣不属于同一领域，由于两种生物的外观和生态位相似，因此该领域经常与地衣学一起研究。

## 历史
苔藓植物在18世纪首次被详细研究。 德国植物学家约翰·雅各布·第伦纽斯（Johann Jacob Dillenius） (1687–1747年) 是牛津大学的教授，并于1717年创作了著作《蕨类植物和苔藓的繁殖》(Fortpflanzung der Farrenkräuter und Moose)。 苔藓学的开端确实属于 Johannes Hedwig 的工作，他阐明了苔藓的生殖系统（1792年，Fundamentum historiae naturalist muscorum）并安排了一个分类学。

## 研究
研究领域包括苔藓植物分类学，苔藓植物作为生物指標，DNA测序，以及苔藓植物与其他植物和动物物种的相互依存关系。 除此以外，科学家们还发现了寄生性苔藓植物，如腐生苔屬，和潜在的肉食性苔类植物，如 Colura zoophaga 和 Pleurozia。
苔藓学研究中心包括芬兰赫尔辛基大学，德国波恩大学，和纽约植物园。

## 著名的苔藓学家
- Miles Joseph Berkeley (1803–1889年)
- Elizabeth Gertrude Britton (1858–1934年)
- 瑪格麗特·西貝拉·布朗 (1866–1961年)
- Agnes Fry (1869 - 1957/8)
- Heinrich Christian Funck (1771–1839年)
- Robert Kaye Greville (1794–1866年)
- Wilhelm Theodor Gümbel (1812–1858)
- Inez M. Haring (1875–1968年)
- 井上浩(1932–1989年)
- Kathleen King (1893–1978年)
- Mary S. Taylor (born 1885年)
- Frances Elizabeth Tripp (1832-1890年)
- Carl Friedrich Warnstorf (1837–1921年)